# Droite de Newton
La droite de Newton est une droite reliant trois points particuliers liés à un quadrilatère plan qui n'est pas un parallélogramme.
La droite de Newton intervient naturellement dans l'étude du lieu des centres d'un faisceau tangentiel de coniques ; ce vocable désigne l'ensemble des coniques inscrites dans un quadrilatère donné.

## Dans un quadrilatère convexe

Droite de Newton dans un quadrilatère convexe qui n'est pas un parallélogramme.

La droite de Newton dans un quadrilatère convexe (ABCD), qui n'est pas un parallélogramme, est la droite qui relie les milieux E et F des diagonales du quadrilatère.
Cette droite contient aussi le point d'intersection K de ses bimédianes (GH) et (IJ) (les droites reliant les milieux des côtés opposés). De plus K  est le milieu du segment [EF].
Si le quadrilatère admet un cercle inscrit, le centre de ce cercle est également sur la droite.
D'après le théorème de Pierre-Leon Anne, quel que soit le point P intérieur au quadrilatère (ABCD) qui est sur la droite de Newton du quadrilatère :

## Dans un triangle
Dans un triangle, une ménélienne est une droite ne passant par aucun des sommets.
Dans un triangle ABC, une ménélienne (d), qui n'est parallèle à aucun des côtés, rencontre les droites latérales (BC), (CA) et (AB) respectivement aux points P, Q et R, distincts des sommets.
Soient I, J et K les milieux respectifs des segments [AP], [BQ] et [CR].
Alors les points I, J et K sont alignés sur la droite de Newton du triangle ABC associée à la transversale (d).
| - La ménélienne (MN) rencontre les trois côtés du triangle ABC - La ménélienne (MN) ne rencontre pas un des côtés du triangle ABC |

Les quatre droites (AB), (AC), (BC) et (d) définissent un quadrilatère complet, admettant pour sommets les six points A, B, C, P, Q et R.
Les points I, J et K sont alignés sur la droite de Newton de ce quadrilatère complet.